# Перед грозой (картина Эллерта)
«Перед грозой» — картина русского художника Николая Эллерта (1845—1901). Является частью собрания Государственной Третьяковской галереи.

## Описание
Картина была приобретена П. М. Третьяковым для своей коллекции. В 1904 г. картина «Перед грозой» висела в Третьяковской галерее на нижнем этаже в 20 комнате. С 1913 года находится в запаснике музея.